# 麗景殿

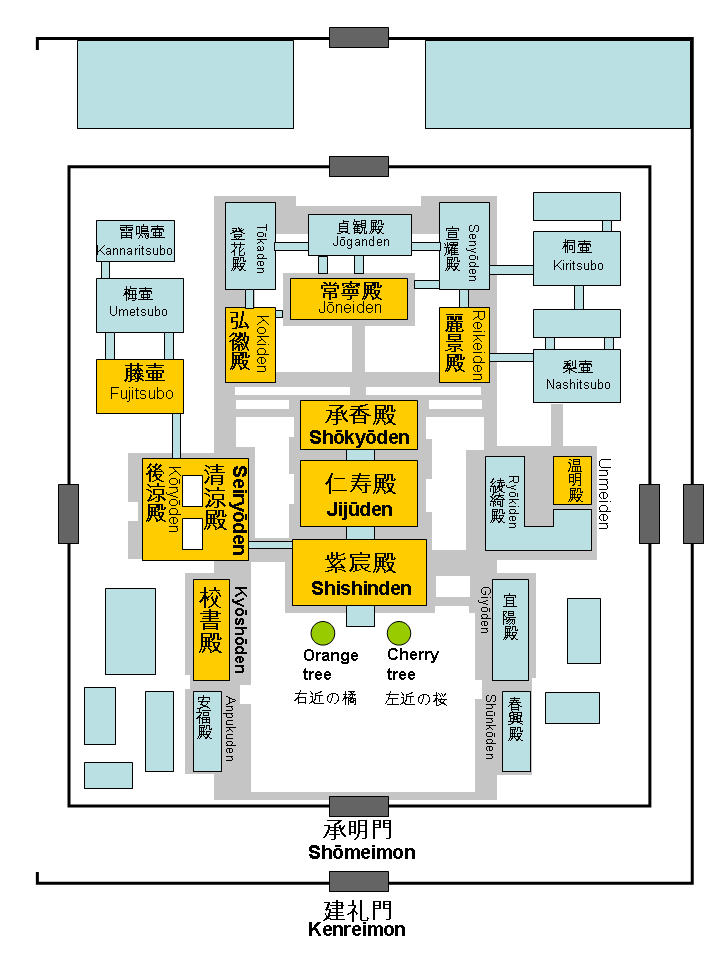
平安京内裏図

麗景殿（れいけいでん）とは、平安御所の後宮の七殿五舎のうちの一つ。転じて、麗景殿を賜った后妃の称としても使われる。後者が女御の場合は「麗景殿女御（れいけいでんのにょうご）」とも呼ぶ。
七殿の中では、弘徽殿についで格式の高い殿舎とされ、中宮・女御などが居住した。宣耀殿の南、昭陽舎（梨壺）の北西。
麗景殿を賜っていたのが知られるのは、
- 村上天皇女御・荘子女王（中務卿代明親王女） - 「麗景殿女御歌合」を開いた
- 円融天皇中宮・藤原媓子（藤原兼通女）
- 円融天皇女御・尊子内親王（冷泉天皇皇女、のち承香殿へ移転）
- 花山天皇女御・藤原姚子（藤原朝光女）
- 三条天皇東宮女御・藤原綏子（藤原兼家女）
- 後朱雀天皇皇后・禎子内親王 (三条天皇皇女)
- 後朱雀天皇女御・藤原延子（藤原頼宗女）
- 白河天皇中宮・藤原賢子（源顕房女、藤原師実養女）